# 올버니 BWP 하이랜더즈
올버니 BWP 하이랜더스는 미국 뉴욕주 올버니를 연고지로 하는 순수 아마추어 축구팀이다. 현재 USL 프리미어 디벨로프먼트 리그에 속해 있으며 성적은 중위권이다.